# Seznam württemberských panovníků

Znak Württemberska

Seznam württemberských panovníků zahrnuje postupně vládnoucí hrabata, vévody a krále. Württembersko vzniklo jako hrabství v průběhu 11. století, okolo roku 1089. Roku 1495 bylo povýšeno na vévodství, kterým zůstalo až do roku 1806, do kdy bylo členem Svaté říše římské. Roku 1803 získal württemberský vévoda Fridrich od Napoleona titul říšského kurfiřta. Po zániku Svaté říše římské bylo díky Napoleonovi Württembersko povýšeno na království, kterým zůstalo až do roku 1918. V letech 1815-1866 bylo členem Německého spolku a od roku 1871 se stalo součástí Německého císařství. Po roce 1918 se Württembersko přeměnilo na republiku Svobodný lidový stát Württembersko (Freier Volksstaat Württemberg). V současnosti je Württembersko součástí německé spolkové země Bádensko-Württembersko.

## Hrabata

### DynastieWürttemberků
- Konrád I. – (1089–1122), zavražděn
- Konrád II. – (1110–1143), zavražděn
- Ludvík I. – (1143–1158)
- Ludvík II. – (1166–1181)
- Hartmann I. – (1194–1240)
- Ludvík III. – (1194–1226)
- Ulrich I. – (1241–1265)
- Ulrich II. – (1265–1279)
- Eberhard I. – (1279–1325)
- Ulrich III. – (1325–1344)
- Ludvík III. – (1194–1226)
- Eberhard II. – (1344–1392), společně s Ulrichem IV.
- Ulrich IV. – (1344–1362), společně s Eberhardem II.
- Eberhard III. – (1392–1417)
- Eberhard IV. – (1417–1419)
- Ludvík I. – (1419–1450)
- Ulrich V. – (1419–1442)

Württembersko bylo několikrát rozděleno mezi větve rodu, ale nejdůležitější rozdělení způsobila smlouva z Nürtingenu, která rozdělila zemi mezi dvě linie, a to Württemberg-Stuttgart a Württemberg-Urach s centry v uvedených městech.

#### linie Württemberg-Stuttgart
- Ulrich V. – (1442–1480)
- Eberhard VI. – (1480–1482)

#### linie Württemberg-Urach
- Ludvík I. – (1419–1450)
- Ludvík II. – (1450–1457)
- Eberhard V. – (1457–1495)

## Vévodové

### DynastieWürttemberků
- Eberhard I. – (1495–1496)
- Eberhard II. – (1496–1498)
- Ulrich I. – (1498–1519), první vláda
- 1519–1534 - Württembersko obsazené Rakouskem
- Ulrich I. – (1534–1550), druhá vláda
- Kryštof I. – (1550–1568)
- Ludvík III. – (1568–1593)
- Fridrich I. – (1593–1608)
- Jan Fridrich I. – (1608–1628)
- Eberhard II. – (1628–1674)
- Vilém Ludvík – (1674–1677)
- Eberhard Ludvík – (1677–1733)
- Karel Alexandr – (1733–1737)
- Karel Evžen – (1737–1793)
- Ludvík Evžen – (1793–1795)
- Fridrich II. – (1795–1797)
- Fridrich I. – (1797–1803) vévoda, kurfiřt (1803-1806), v roce 1806 se stal králem

## Králové

### DynastieWürttemberků
- Fridrich I. – (1806–1816), do roku 1806 vévoda Württemberský, v letech 1803–1806 kurfiřt
- Vilém I. – (1816–1864)
- Karel I. – (1864–1891)
- Vilém II. – (1891–1918)